# Ишар-Даму
Ишар-Даму (Исар-Даму, умер ок. 2305 до н. э., по другой хронологии 2213 до н. э.) — маликум (царь-жрец) первого Эблаитского царства. Исар-Даму вёл длительную войну с Мари, которая закончилась победой эблаитов, государство которых получило наибольшее расширение. Правил ок. 2340—2305 годов до н. э. (по другой хронологии, в 2245—2213 годах до н. э.). Вероятно, он был последним царем первого царства.

## Жизнеописание
Один из младших сыновей маликума Иркаб-Даму, Ишар-Даму стал преемником своего отца еще ребёнком; его мать, Дусигу, по-видимому, воспользовалась своим положением любимой жены (маликтум) супруга и вероятным родством с могущественным визирём (лугаля сага) Ибриумом, чтобы при поддержке последнего возвести своего сына на трон, несмотря на то, что он был одним из младших сыновей Иркаба-Даму.
Первые годы правления Исара-Даму прошли под влиянием его матери и визиря, в чьих руках сосредоточилась фактическая власть. Тексты из Эблы показывают, что имя Ишара-Даму появлялось в официальных документах после имени его матери. Ибриум был командующим армией, подавил беспорядки, начавшиеся после смерти Иркаб-Дама, и провёл множество кампаний против мятежных вассальных правителей или соседних царств. В частности, он покорил город-государство Арми (современный город Тель-Бази). За этим окончательно, без особого сопротивления, присоединены города-государства Бурман, Туттул и Хадду.
Ишар-Даму заключил военно-политический союз с государством Нагар восточнее Евфрата, и отношения переросли в династический брак между дочерью маликума принцессой Тагриш-Даму и принцем Ультум-Хуху, наследником трона Нагара. Это вызвало недовольство государства Мари, войска которого нанесли тяжелое поражение Нагару на седьмом году владычества Ибриума, что привело к блокировке прямых торговых путей между Эблой и южной Месопотамией через верхнюю Месопотамию.
Ибриум стал визирём за два года до правления Ишар-Даму и занимал эту должность в течение 20 лет, умерев на 18-м году правления царя (должность унаследовал его сын Ибби-Сиккир); три года спустя умерла и королева-мать Дусигу. Лишь с этого времени Ишар-Даму взял полную власть и продолжил захватническую политику.
После смерти Ибриума был проведён поход против Алалаха, закончившийся его покорением. На 31-м году царствования Ишар-Даму заключил союз с Нагаром и шумерским государством Киш, направленный против Мари. Поход возглавил эблаитский визирь Ибби-Сипиш, который привёл союзное войско к победе в битве при Терке. Однако вражескую столицу захватить не удалось. После этого альянс атаковал мятежный вассальный город эблаитов Арми, царь которого подстрекался правителем Мари Икун-Ишаром.

## Наследование
Исар-Даму правил 35 лет, и его главной женой была Табур-Даму, но его наследный принц Ирак-Даму был его сыном от более ранней супруги, имя которой неизвестно. Хотя Ишар-Даму обычно считают последним монархом первого царства Эблы, его сын Ирак-Даму, который был женат на Заасе, дочери Ибби-Сипиша, мог стать его преемником на короткое время.